# バンディアガラの断崖

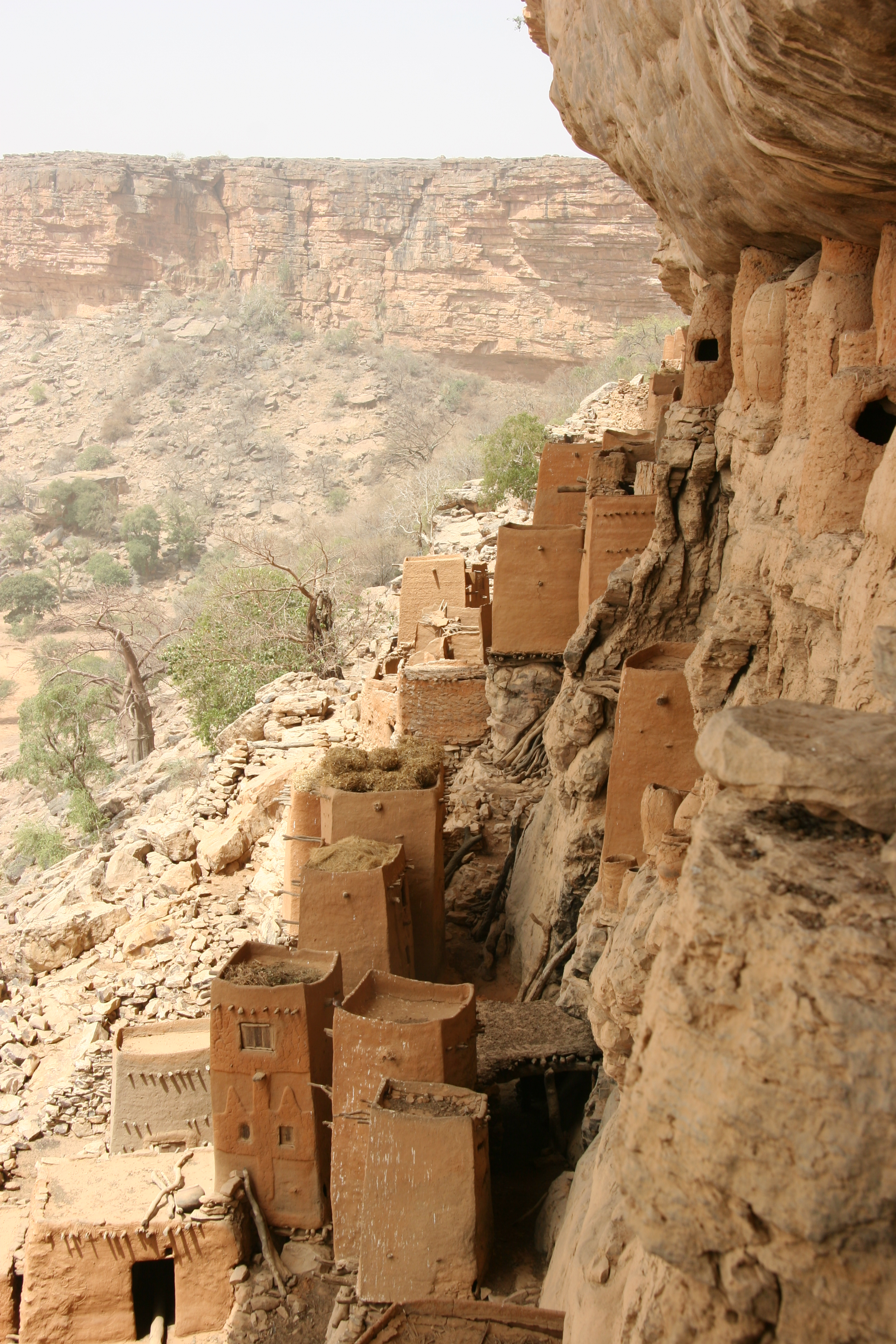
断崖の近接光景

バンディアガラの断崖（バンディアガラのだんがい、仏: La falaise de Bandiagara）は、マリ共和国のドゴン人居住地域となっている断崖。その壮観な自然環境と、マルセル・グリオールの紹介によって広く知られるようになったドゴン人の文化が保持されている地域であることから、ユネスコの世界遺産に登録されている（ID516）。
この断崖の標高差は500mであり、幅は150kmに及んでいる。この断崖の所々や、断崖の裾野に、ドゴン人はおよそ700の村落を作り、25万人ほどが暮らしている。ドゴン人がこの地に定住を始める以前にはテラン人（Tellem）たちの居住地として使われていたが、ドゴン人の流入によって駆逐されテラン人はドゴン人に吸収された。
ドゴン人は独自の神話体系を持ち、キリスト教やイスラームに帰依することなくその神話を強固に保持し続けてきた。この神話の中には、シリウスに関する非常に高度な知見が含まれているとされ、オーパーツ的な知識として注目されたこともあるが、その後の調査では、ごく一部のドゴン人グループにしかシリウスに関する神話は存在しないことが判明、またそのシリウス神話に関しても、シリウスが連星であることが知られておらず、決して高度な天文知識は含まれていないことが判明している（ドゴン人の神話を参照）。
このように伝統文化を重んじて集落を営んできたドゴン人だが、都市への人口流出はこの地域にも見られる。また、観光客が押し寄せることによって、伝統的な儀式の位置づけなども変容しつつあることなどが指摘されている。
一帯は自然も豊かであり、高原、崖、平野および侵食による洞窟、砂丘、岩壁など多様な地形がある。ドゴン人の伝統医学に用いられる薬用植物でバンディアガラの断崖にしか生息していない固有種のAcridocarpus monodiiが生えているほか、ドゴン人の神聖な儀式に関わるオグロスナギツネ、ジャッカル、ワニも生息している。

## 登録基準
この世界遺産は世界遺産登録基準のうち、以下の条件を満たし、登録された（以下の基準は世界遺産センター公表の登録基準からの翻訳、引用である）。
- (5) ある文化（または複数の文化）を代表する伝統的集落、あるいは陸上ないし海上利用の際立った例。もしくは特に不可逆的な変化の中で存続が危ぶまれている人と環境の関わりあいの際立った例。
- (7) ひときわすぐれた自然美及び美的な重要性をもつ最高の自然現象または地域を含むもの。